# Tage Falkner
Tage Sigurd Falkner, född 15 januari 1901 i Linköpings domkyrkoförsamling, död 19 april 1964 på Kungsholmen i Stockholm, var en svensk målare, grafiker, (tecknare) och lärare. 
Han var son till litografen Johan Olof (Nilsson) Falkner (1863–1931) och Dorotea Sämlander (1873–1933) samt kusin till skådespelaren och konstnären Fanny Falkner. 
Tage Falkner studerade i Stockholm för Carl Wilhelmson samt i Paris för André Lhote. Falkner har främst utfört figur- och landskapsmålningar samt enstaka akvareller och torrnålsgravyrer.
Falkner var från 1931 gift med Märtha Falkner (1904–1964). De är, liksom hans föräldrar, begravda i familjegrav på Lidingö kyrkogård.